# John Davies (Leichtathlet, 1952)
John Davies (* 20. November 1952) ist ein ehemaliger britischer Hindernisläufer.
1974 gewann er, für Wales startend, bei den British Commonwealth Games in Christchurch Silber über 3000 Meter Hindernis und scheiterte bei den Europameisterschaften in Rom im Vorlauf.
1978 wurde er bei den Commonwealth Games in Edmonton Zehnter über 3000 Meter Hindernis und schied über 1500 Meter im Vorlauf aus. Bei den Europameisterschaften in Prag kam er über 3000 Meter Hindernis erneut nicht über die erste Runde hinaus.
Bei den Crosslauf-Weltmeisterschaften kam er 1976 in Chepstow auf Rang 54 und 1979 in Limerick auf Rang 171.
1974 wurde er Englischer Meister über 3000 Meter Hindernis. Zweimal holte er den Walisischen Titel über 3000 Meter Hindernis (1977, 1978) und einmal über 5000 Meter (1979).

## Bestzeiten
- 1500 m: 3:44,9 min, 1979
- 3000 m: 7:53,31 min, 16. Mai 1979, London
- 5000 m: 13:39,8 min, 25. Mai 1975, London
- 10.000 m: 28:18,6 min, 11. April 1979, London
- 3000 m Hindernis: 8:22,48 min, 13. September 1974, London